# 魏爾靈格拉本河
49°10′23″N 10°49′51″E / 49.17306°N 10.83083°E
魏爾靈格拉本河是德國的河流，位於該國東南部，由巴伐利亞負責管轄，屬於埃爾巴赫河的右支流，河道全長0.9公里，流域面積0.6平方公里。